# 帖木侖
帖木仑（?—?），元太祖成吉思汗铁木真的妹妹。
历史对她记载很少，她是也速该和诃额仑的幼女。她的同母兄为铁木真、合撒儿、合赤温、帖木格，异母兄为别克帖儿、别勒古台。铁木真将她许配给亦乞列思氏的孛秃，死后，孛秃又娶铁木真之女火臣别吉为妻。